# Romulea austinii
Romulea austinii är en irisväxtart som beskrevs av Edwin Percy Phillips. Romulea austinii ingår i släktet Romulea och familjen irisväxter. Inga underarter finns listade i Catalogue of Life.